# أسفلت 5
إسفلت 5 هي لعبة فيديو سباقات من إنتاج عام 2009، طورتها ونشرتها شركة جيم لوفت كجزء من سلسلة العاب إسفلت، أطلقت لأول مرة على أجهزة آي أو إس عام 2009، ثم أجهزة بالم بري في بداية عام 2010، ثم إلى الأندرويد في أبريل من نفس العام، وأطلقت أيضا على نظامي تشغيل سيمبيان و بادا في أواخر عام 2012، وصولا إلى ويندوز فون 7 في منصف عام 2012، وكان من المقرر إطلاق نسخة مخصصة لأجهزة بلاي ستيشن بورتبل لكن تم إلغائها.

## طريقة اللعب
طريقة اللعب في إسفلت 5 مشابهة لطريقة لعب سابقتها أسفلت 4 : سباق النخبة وأيضا لشبيهتها لعبة فيراري جي تي: التطور باستخدام المفاتيح أو شاشة اللمس للتحكم بالسيارات أما في أجهزة آي فون فيتم التحكم بها عن طريق الإمالة، ويوجد في اللعبة أيضا نظام تعدد اللاعبين أما من خلال الشبكة محلية أو الشبكة عالمية.

### السيارات
في اللعبة اليوم ما يقارب من 30 سيارة مرخصة بأسم اللعبة، نذكر منها:

أما باقي السيارات فكلما تقدم مستوى اللاعب فيتم فتح أقفالها أولا بأول. ومنها:

## المواقع
يوجد في اللعبة الأم 17 موقعا مختلفا للتسابق. والمواقع هي:

## روابط خارجية
- Asphalt 5  on iTunes Preview
- Asphalt 5 HD  on iTunes Preview